# ジュール＝セザール・サヴィニー

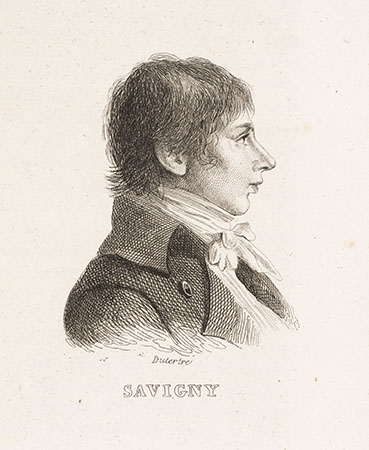

ジュール＝セザール・サヴィニー（Marie Jules César Lelorgne de Savigny、1777年4月5日 – 1851年10月5日）はフランスの動物学者である。ナポレオンのエジプト遠征の学術調査団に参加した学者の一人で、1809年の報告書の執筆に参加した。

## 略歴
プロヴァンスに生まれた。16歳で故郷を離れ、セーヌ＝エ＝マルヌやパリで学んだ。植物学に興味を持ち、パリ自然史博物館で、ジャン＝バティスト・ラマルクやジョルジュ・キュヴィエと働き始めた。キュヴィエの推薦で、21歳の時、エジプト遠征に参加した。サヴィニーは無脊椎動物の調査を担当し、イジドール・ジョフロワ・サン＝ティレールが脊椎動物の調査を担当した。1802年にフランスへの帰国後、エジプトで集めた、膨大なコレクションの整理と図版の作成を行った。著作には『コウノトリの自然史』（"Histoire naturelle et mythologique de l'ibis"）などがある。
1817年頃から視力を徐々に失い、しばらく仕事をやめなければならなかった。
1821年に科学アカデミーの会員に選ばれた。
クモの種、Argiope savignyiやガンガゼ科のウニ、Diadema savignyiなどに献名されている。

## 著書の図版

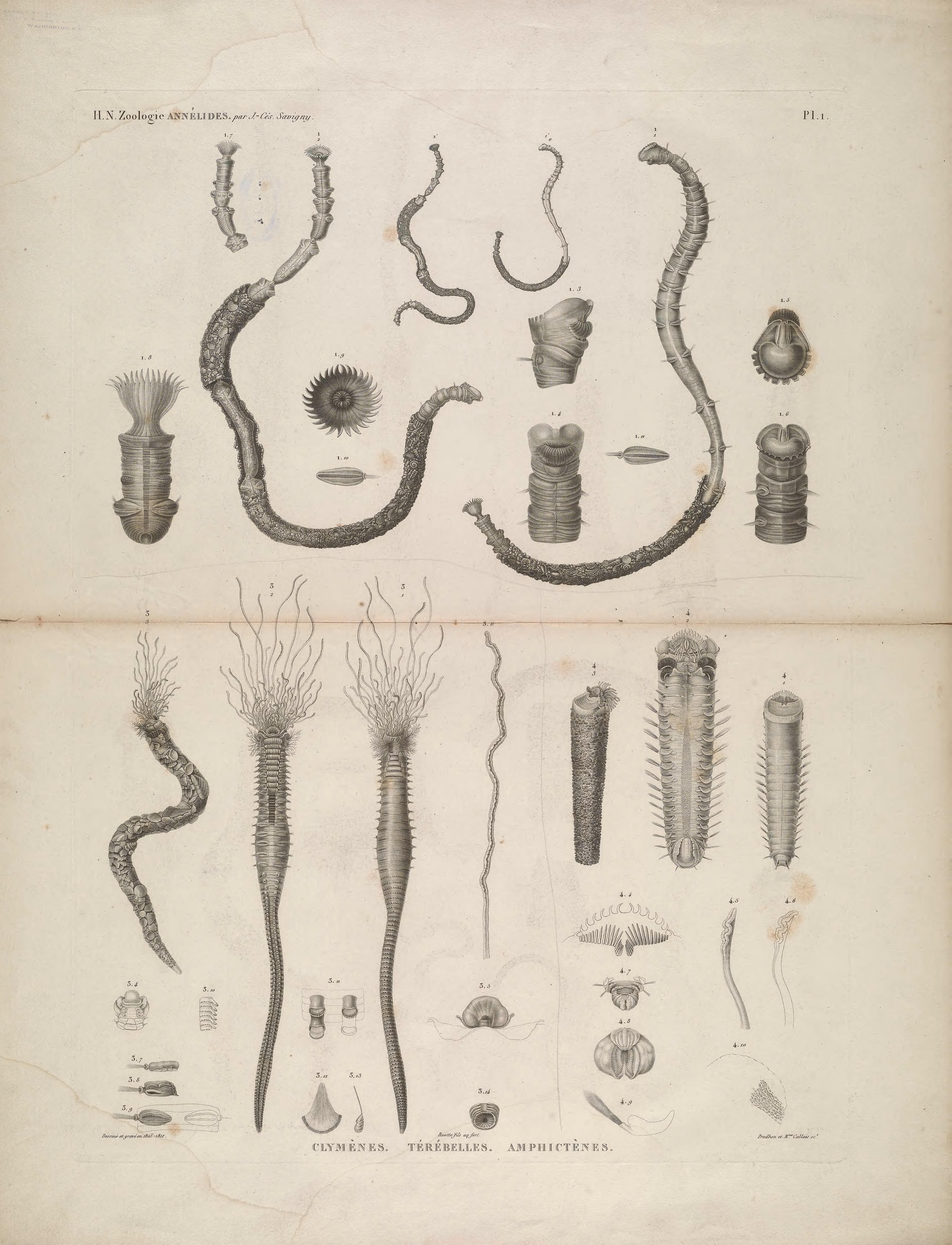
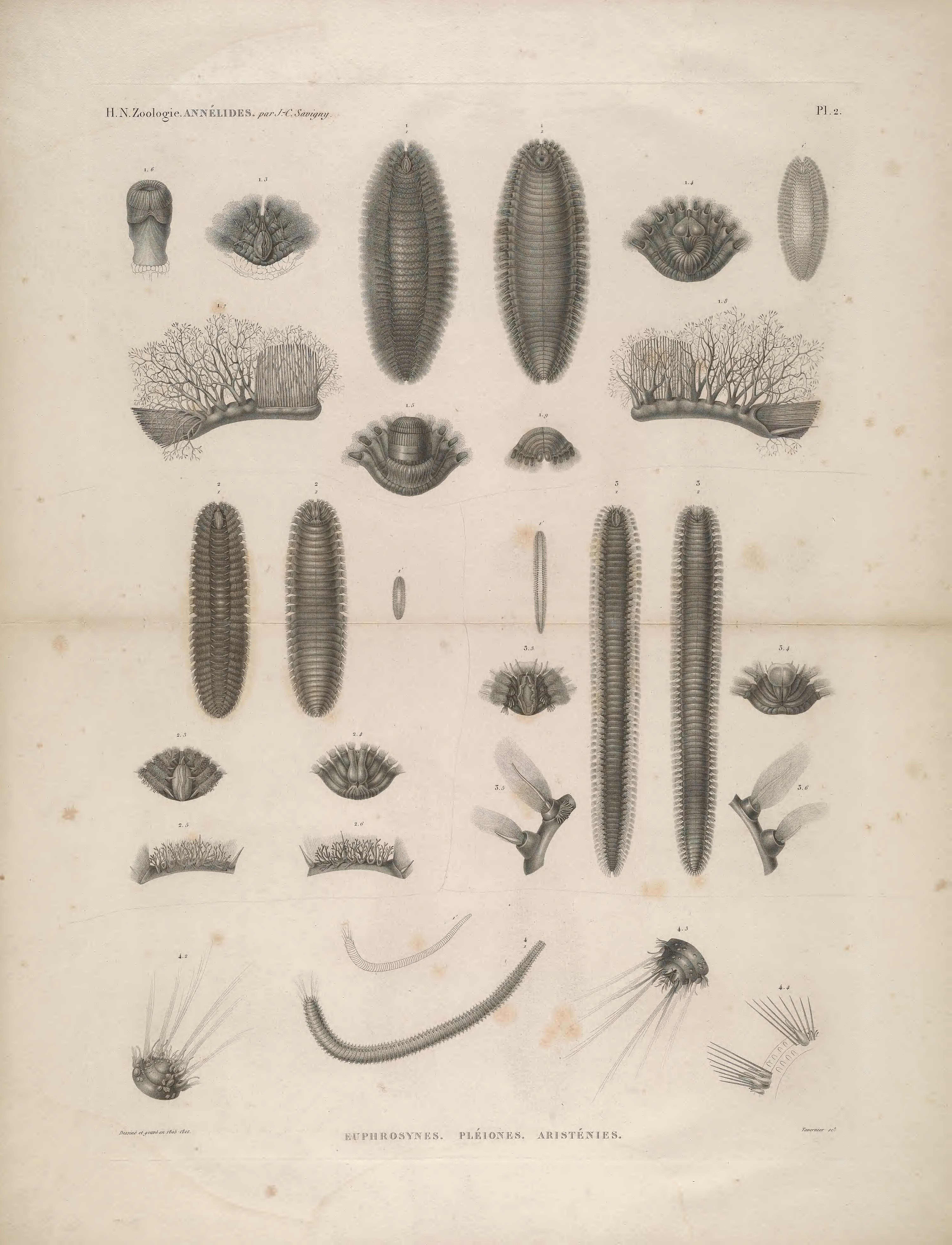
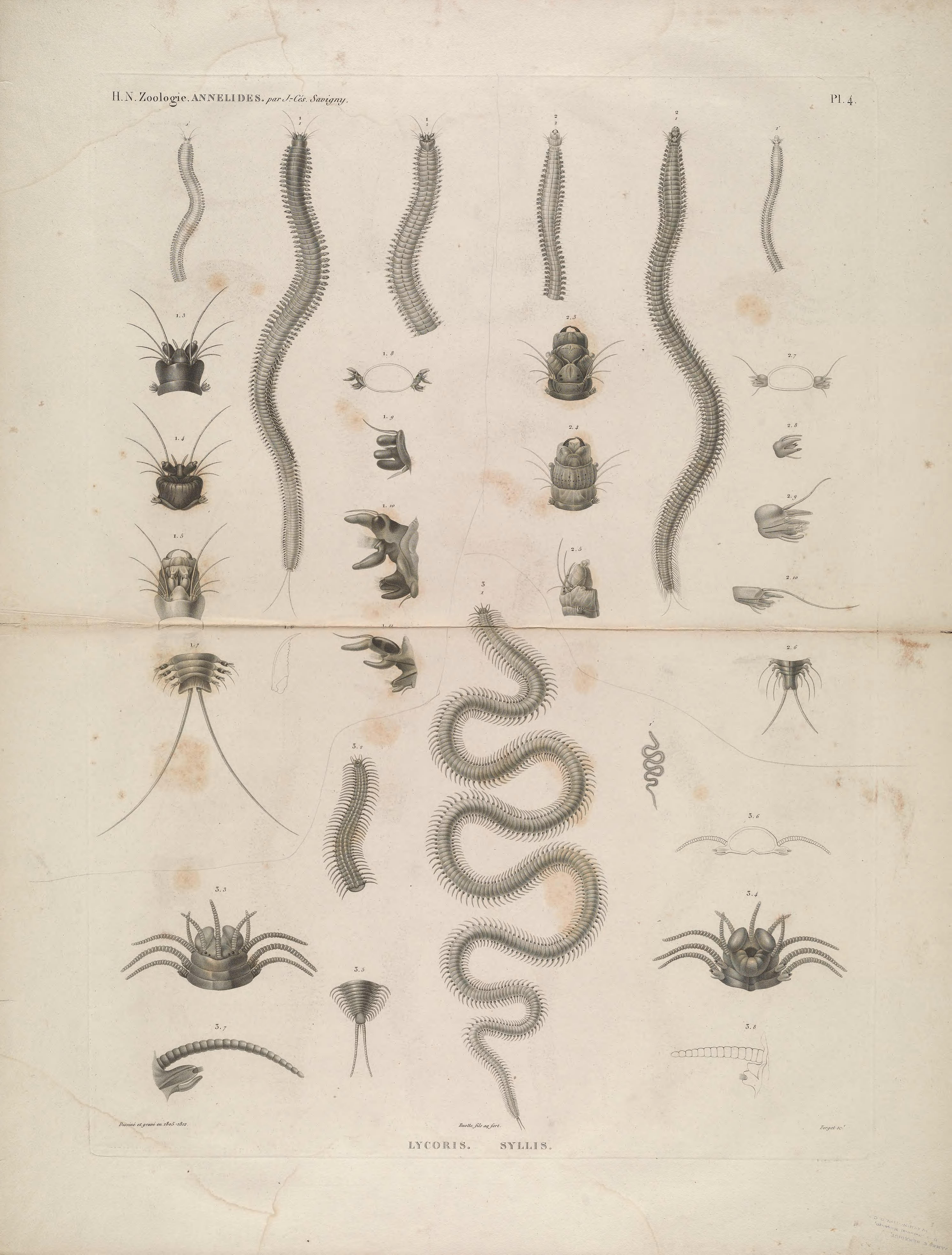
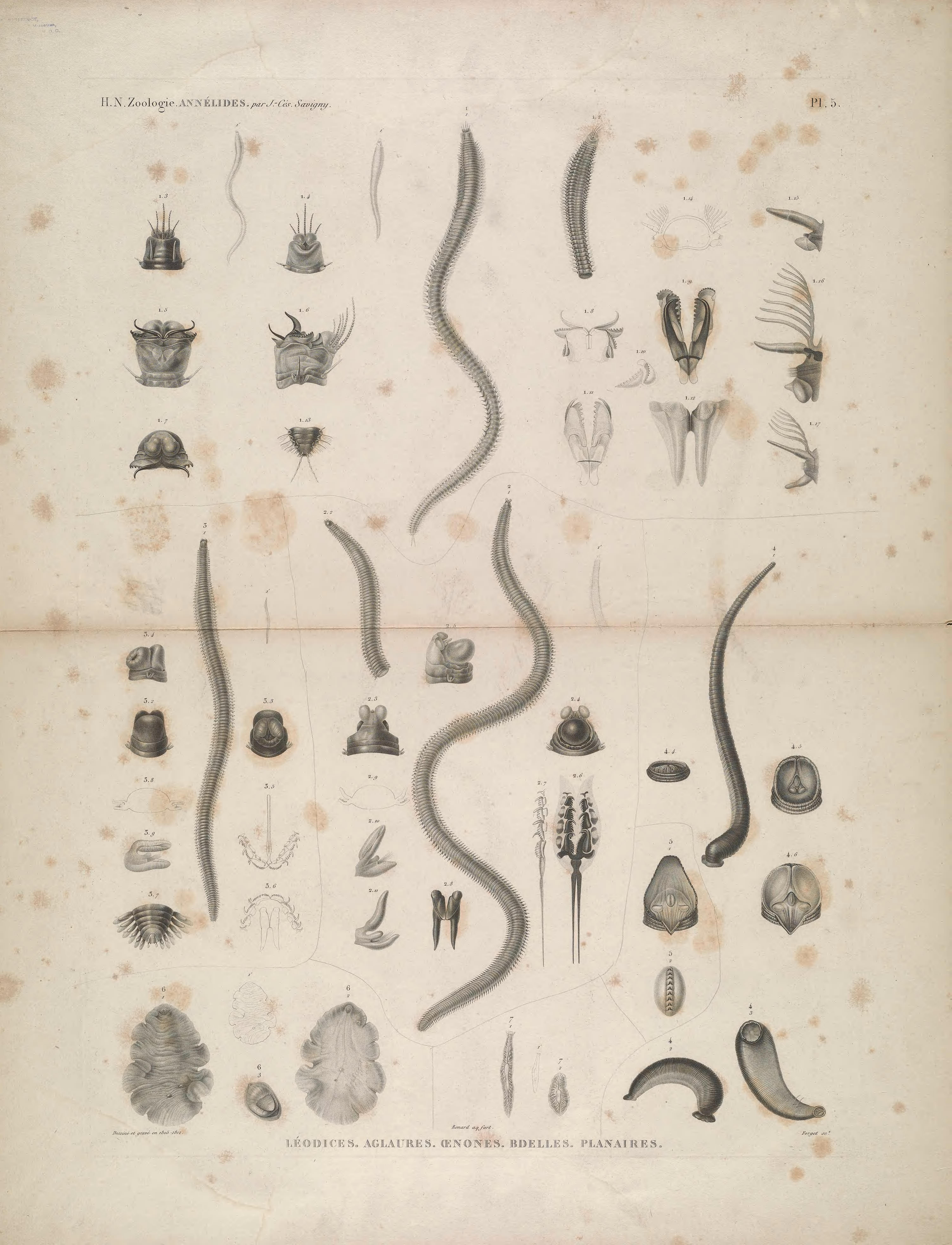
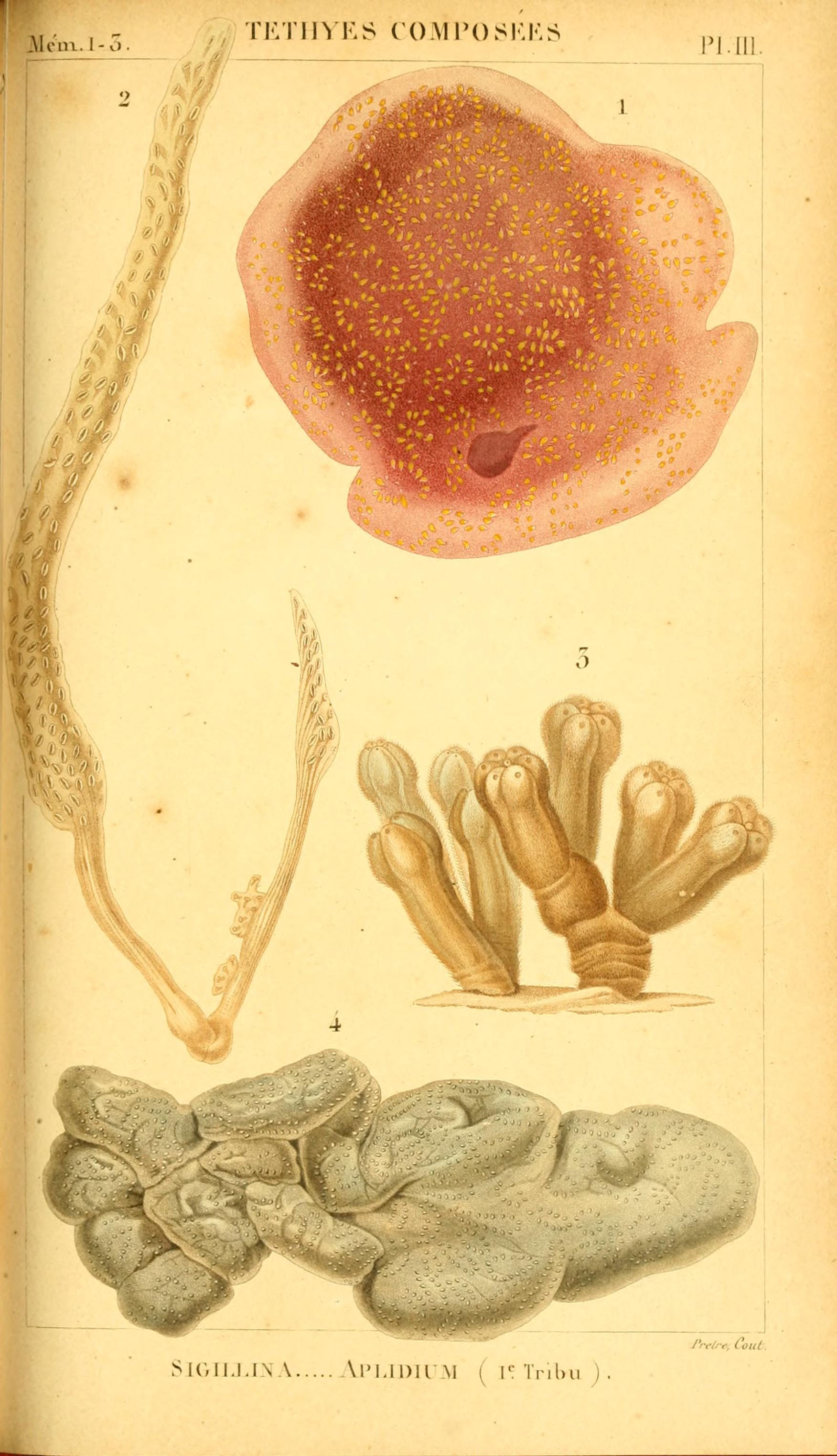

## 著作
- Histoire naturelle et mythologique de l'ibis, Paris, Allais libraire, 1805.
- Système des oiseaux de l'Égypte et de la Syrie, dans Description de l'Égypte, Histoire naturelle, Tome premier, Paris, 1809, p. 62 à 114.
- Explication sommaire des planches de reptiles (supplément), dans Description de l'Égypte, Histoire naturelle, Tome premier, Paris, 1809, p. 161 à 184.
- Tableau systématique des ascidies, dans Description de l'Égypte, Histoire naturelle, Tome premier, Paris, 1809, 2e partie, p. 1 à 58.